# Emil František Burian
Emil František Burian (Plzeň, 11 giugno 1904 – Praga, 9 agosto 1959) è stato un drammaturgo, poeta, giornalista, cantante, attore, musicista e compositore cecoslovacco.

## Biografia
Burian nacque a Plzeň in una famiglia di musicisti. Suo padre, Emil Burian, era un tenore. Il figlio, Jan, è un pianista e compositore. 
Ebbe come docente Josef Foerster al Conservatorio di Praga, dove si laureò nel 1927. Insieme a Karel Teige e Vítězslav Nezval, Burian fu un membro chiave di Devětsil, associazione di artisti d'avanguardia cechi negli anni venti.
Nella seconda metà del decennio, fu tra i fondatori della compagnia Osvobozené divadlo, ma a seguito di incomprensioni con il teorico del teatro Jindřich Honzl, lui e Jiří Frejka abbandonarono la formazione, fondando la loro, chiamata Da-Da. 
Nel 1923 Burian si unì al Partito Comunista di Cecoslovacchia, di cui fu profondo animatore politico e intellettuale.
Nel 1941 Burian fu arrestato dall'invasore nazista e trascorse il resto della seconda guerra mondiale nei campi di concentramento di Terezín prima, Dachau e infine a Neuengamme. Nel 1945, sopravvisse all'attacco della Royal Air Force contro la nave prigione Cap Arcona e tornò in Cecoslovacchia.
Dopo la guerra, fondò i teatri D 46 e D 47 e diresse i teatri di Brno e il teatro dell'operetta di Karlín. Dopo il colpo di Stato del 1948, lavorò come membro del parlamento comunista cecoslovacco. Nel periodo postbellico, divenne uno dei principali promotori della nomenclatura culturale comunista.